# Bulbophyllum rivulare
Bulbophyllum rivulare là một loài phong lan thuộc chi Bulbophyllum.